# Троицкая церковь (Арефино)
 Церковь Троицы Живоначальной в Арефине — приходской храм Вачского благочиния Выксунской епархии Русской православной церкви.

## История
В 1643 году в Зяблицком погосте прихожанами был построен новый деревянный храм в дубовой ограде с калиткой, с главным алтарём в честь Живоначальной Троицы и часовней во имя Николая Чудотворца.
В начале XVIII века деревянная церковь обветшала, и по просьбе боярина Льва Нарышкина митрополит Рязанский и Муромский Стефан разрешил строительство кирпичной церкви в 1702 году. У нового храма были два престола (во имя Живоначальной Троицы и во имя Николая Чудотворца). С южной стороны трапезной находилась часовня в честь Казанской иконы Пресвятой Богородицы. После пожара 1795 года церковь отреставрировали и снова освятили.
Внутреннее пространство храма было богато украшено. Среди святынь своей древностью и богатством выделялись икона святителя Николая Чудотворца, Казанская икона Божией Матери и икона Пресвятой Троицы. Были две бархатные плащаницы, расшитые золотом и жемчугом. К Троицкой церкви Зяблицкого погоста приписана кладбищенская церковь во имя Всех Святых. В погосте было также двухгодичное министерское училище.
После революции 1917 года Зяблицкий погост был объединён с селом Арефино. В 1930 году был арестован служивший в церкви священник Алексей Магницкий, в 1937-м арестованы и в 1937—1938 годах расстреляны священники Александр Воскресенский, Владимир Соколов, Феликс Козельский и диакон Василий Орлов. Храм закрыли в 1938 году, с икон иконостаса сняли оклады. В 1943 году храм был открыт вновь. В период между 1938 и 1943 годами церковный староста Николай Варламов спрятал у себя ключи от церкви и не дал ломать дверь, за что, по легенде, был подвергнут пыткам, но чудом остался жив.

## Духовенство
В настоящее время священником церкви во имя Живоначальной Троицы села Арефино служит протоиерей Михаил Нестеров из Кулебак. Настоятель храма — иерей Валентин Варакин